# Klephtenlieder
Klephtenlieder oder Kleftenlieder (griechisch κλέφτικα τραγούδια kléftika tragoúdia, von griechisch κλέφτης kléftis, deutsch ‚Dieb‘) sind neugriechische lyrisch-epische Räuberlieder.
Die Klephtenlieder entstanden im 18. Jahrhundert. Diese gefühlsbetonten Volkslieder berichten von den Abenteuern der kühnen Klephten, griechische Widerständler, welche sich der türkischen Herrschaft nicht beugten. Sie lebten mit Gleichgesinnten und ihren Angehörigen versteckt in den Bergen und bestritten ihren Unterhalt, indem sie auf Raubzüge ausgingen. Dabei verschonten sie die Schaf- oder Ziegenherden ihrer griechischen Landsleute und hielten sich nur an den Türken durch Straßenraub und Erpressung schadlos. Im Gegenzug verrieten die griechischen Hirten die Verstecke der Klephten in den Bergen nicht. Die Klephten genossen unter der griechischen Bevölkerung einen guten Ruf, waren sie doch die einzige Hoffnung auf die Befreiung unter dem Joch der türkischen Herrschaft.